# 김예준 (배우)
김예준(2007년 4월 28일 ~ )은 대한민국의 배우이다.

## 학력
- 운양초등학교 (졸업)
- 운양중학교 (졸업)
- 서울공연예술고등학교 실용무용과 (재학)

## 출연작

### 영화
- 《하루》 (2017년) - 하루 역
- 《어느날》 (2017년) - 최지호 역
- 《조선마술사》 (2015년) - 길잡이아이 역
- 《대호》 (2015년) - 어린 석 역
- 《퇴마: 무녀굴》 (2015년) - 어린시절 진명 역

### 드라마
- 《악마가 너의 이름을 부를 때》 (tvN, 2019년) - 어린 루카 역
- 《아스달 연대기》 (tvN, 2019년) - 어린 은섬 역
- 《시크릿 마더》 (SBS, 2018년) - 한민준 역
- 《손 꼭 잡고, 지는 석양을 바라보자》 (MBC, 2018년) - 허성구 역
- 《의문의 일승》 (SBS, 2017년) - 어린 딱지 역
- 《매드 독》 (KBS2, 2017년) - 최주원 역
- 《써클: 이어진 두 세계》 (tvN, 2017년) - 어린 김범균 역
- 《수상한 파트너》 (SBS, 2017년) - 김재홍 역
- 《역적 : 백성을 훔친 도적》 (MBC, 2017년) - 어린 수학 역
- 《역도요정 김복주》 (MBC, 2016년) - 어린 정준형 역
- 《원티드》 (SBS, 2016년) - 김한솔 역
- 《육룡이 나르샤》 (SBS, 2015년) - 어린 이방번 역
- 《후아유 - 학교 2015》 (KBS2, 2015년) - 어린 공태광 역
- 《킬미힐미》 (MBC, 2015년) - 어린 오리온 역
- 《미스터 백》 (MBC, 2014년)
- 《미생》 (tvN, 2014년) - 어린 장그래 역
- 《너희들은 포위됐다》 (SBS, 2014년) - 백화점에서 뛰어다니는 아이 역

### 방송
- 《&AUDITION - The Howling》 (2022년) - 참가자